# Boukal
Přírodní památka Boukal se nachází na území okresu Písek. Přírodní památku dříve tvořil lesní rybník se zarostlými břehy severozápadně od města Milevsko v katastru obce Něžovice ležící jeden kilometr od obce Zbelítov, nicméně od roku 2011 byl k přírodní památce přidán i rybník Slatina nacházející se jižně od Boukalu. Památka leží v nadmořské výšce 511 metrů.
Původně se jednalo o chráněný přírodní útvar, který byl v roce 1985 překlasifikován na přírodní památku. Hranice chráněného pásma je tvořena dvěma červenými pruhy, kolem kterých je ochranné pásmo o šířce 50 metrů.

## Lokalita
Přírodní památka se nachází přibližně dva kilometry severozápadně od města Milevska a přibližně jeden kilometr od obce Zbelítov. Na jižní hranici území se nachází silnice Milevsko-Lety. Jedná se o soustavu dvou rybníků vzájemně propojených potokem, výše položený je Boukal, níže po toku se nachází Slatina (v jiných zdrojích uváděno jméno Zlatina). Rybníky se nachází na západním úbočí 512 metrů vysokého kopce Spálená, který je zcela zalesněn.

## Historie

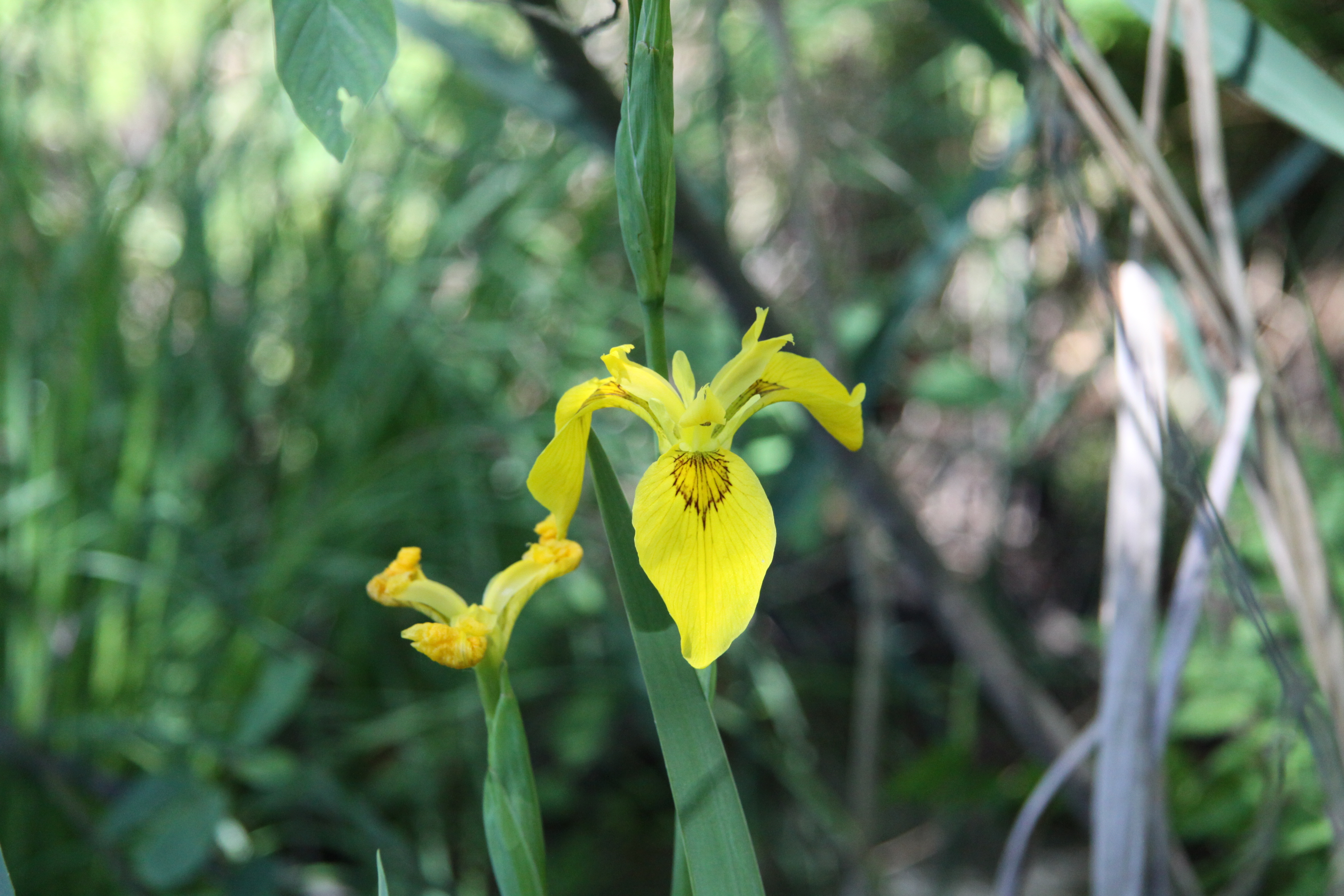
Ilustrační fotografie kosatce žlutého (Iris pseudacorus)

Přírodní památka byla zřízena Vyhláškou Okresního národního výboru v Písku ze dne 4. prosince 1985 s účinností od 1. února 1986. Z důvodu zařazení části přírodní památky mezi Evropsky významných lokalit kvůli výskytu kuňky ohnivé z roku 2004, byla přírodní památka znovuvyhlášena v roce 2011 na území 8,11 ha (dříve měla velikost 4,511 ha) s ochranným pásmem o výměře 6,15 ha. Ochranné pásmo tvoří samostatný polygon, který není zahrnut ve zmiňovaných 8,11 ha. Během znovuvyhlášení přírodní památky byl do území zahrnut i jižně položený rybník Slatina.

## Přírodní poměry

### Flóra
Roste zde kosatec žlutý (Iris pseudacorus) a lupina bílá (Lupinus albus).

### Fauna
Je zde zaznamenán výskyt 7 druhů obojživelníků: například silně ohrožených druhů rosničky zelené (Hyla arborea) a skokana zeleného (Pelophylax esculentus). Z ohrožených druhů se vyskytují kuňka obecná (Bombina bombina), ropucha obecná (Bufo bufo), užovka obojková (Natrix natrix). Z ptactva se zde vyskytuje potápka malá (Tachybaptus ruficollis) a moták pochop (Circus aeruginosus). Hráz je lemována vzrostlými jasany ztepilými (Fraxinus excelsior).

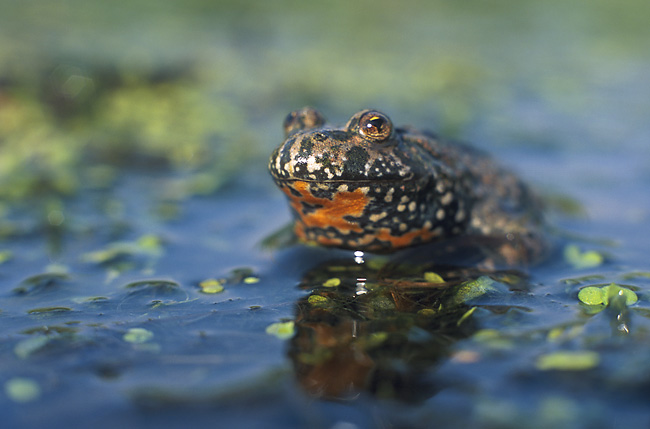
Ilustrační fotografie kuňky ohnivé (Bombina bombina)

Rostlinné prostředí v okolí rybníka není nikterak vzácné, ale i přes toto zde vznikly příhodné podmínky pro ohrožené živočichy, kteří jsou převážně z řad obojživelníků a ptactva.
Ptáci sídlí převážně na plovoucích hnízdech v rákosí a orobinci.

## Přístup
K památce se dá dostat po silnici mezi Milevskem a Hrejkovicemi (pro pěší, či cyklisty, na začátku silnice je zákaz vjezdu pro motorová vozidla). K lokalitě vede dobře značená červená a žlutá turistická trasa, která vede okolo přírodní památky. Přístupná je i hráz rybníka, po které vede pěšina.